# معمر بن أبي سرح
معمر بن أبي سرح (المتوفي سنة 30 هـ) صحابي أسلم قديمًا وهاجر إلى الحبشة، ثم إلى يثرب، وشهد مع النبي محمد غزواته كلها، وتوفي في خلافة عثمان بن عفان.

## سيرته
أسلم معمر بن أبي سرح بن ربيعة بن هلال الفهري قديمًا، وهاجر إلى الحبشة الهجرة الثانية. وقد اختُلف المؤرخون في اسمه معمر بن أبي سرح وهو قول الواقدي وأبو معشر البلخي، وقيل اسمه عمرو بن أبي سرح وهو قول موسى بن عقبة وابن إسحاق وهشام بن محمد بن السائب الكلبي. هاجر معمر إلى يثرب، ونزل على كلثوم بن الهدم، وشهد مع النبي محمد المشاهد كلها.
توفي معمر بن أبي سرح سنة 30 هـ في المدينة المنورة في خلافة عثمان بن عفان، وقد أعقب من الولد عبد الله أمه أمامة بنت عامر بن ربيعة الفهرية، وعمير أمه ابنة عبد الله بن الجراح أخت أبي عبيدة بن الجراح.